# 拜尔奈采包拉蒂
拜尔奈采包拉蒂，是匈牙利佩斯州所辖的一个村。总面积37.69平方公里，总人口859，人口密度22.8人/平方公里（2011年1月1日）。